# Herøy kommun, Nordland
Herøy kommun (norska: Herøy kommune) är en kommun i landskapet Helgeland i Nordland fylke i norra Norge. Kommunens centralort är tätorten Silvalen.

## Administrativ historik
Herøy kommun bildades 1864 genom en delning av Alstahaugs kommun. 1917 delades Herøy kommun och Nordviks kommun bildades. 1962 överfördes ett område med 19 invånare på ön Dønna till Dønna kommun. Nuvarande gränser härstammar från 1965 när ett område med 461 invånare överfördes från Alstahaugs kommun.

## Tätorter
I Herøy kommun finns en tätort:
- Silvalen (centralort)

## Socknar
Inom Norska kyrkan motsvaras Herøy kommun av Herøy socken i Nord-Helgelands prosteri i Sør-Hålogalands stift.

## Bilder

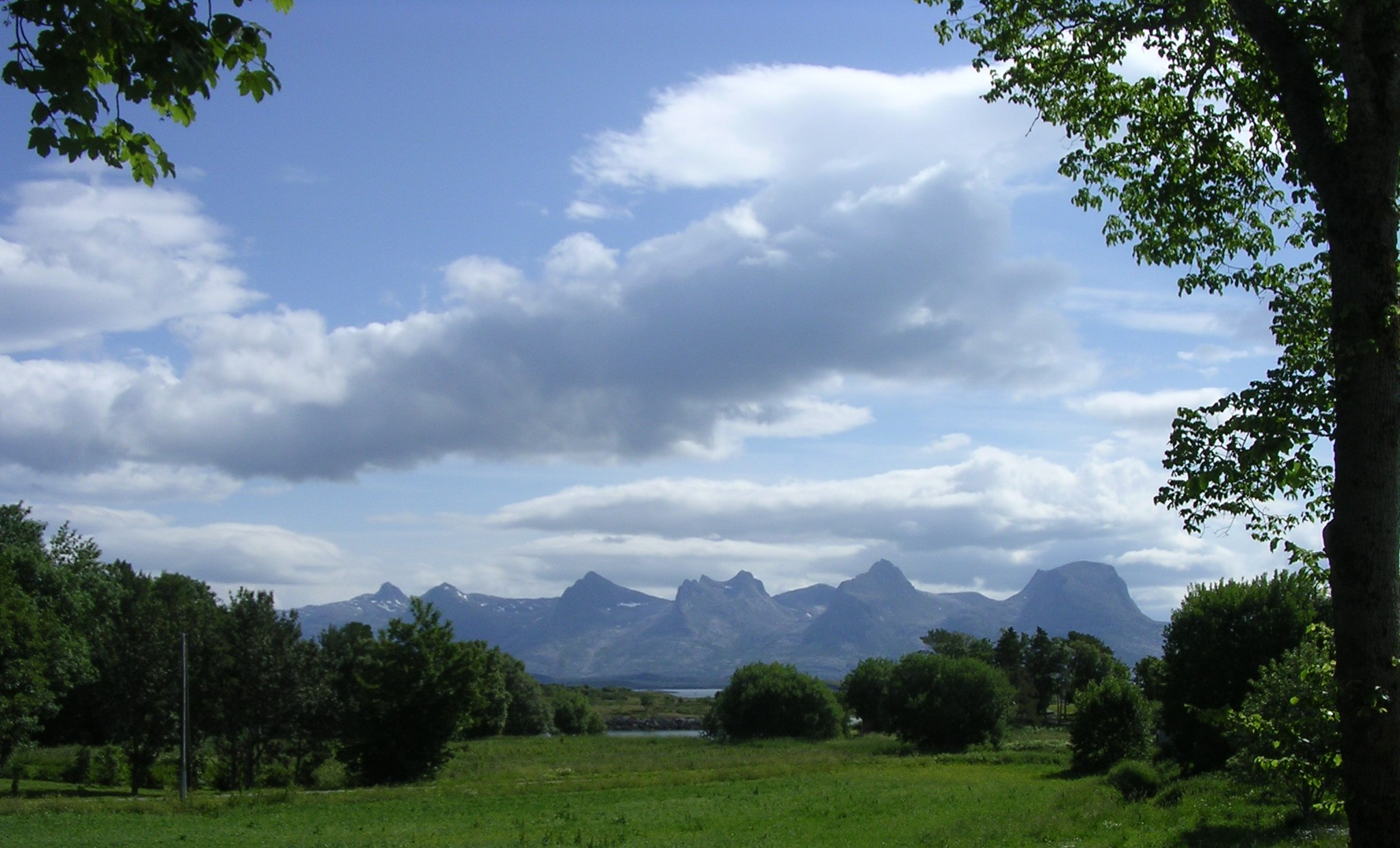
De sju systrarna på ön Alsten, sedda från Herøy kommun.
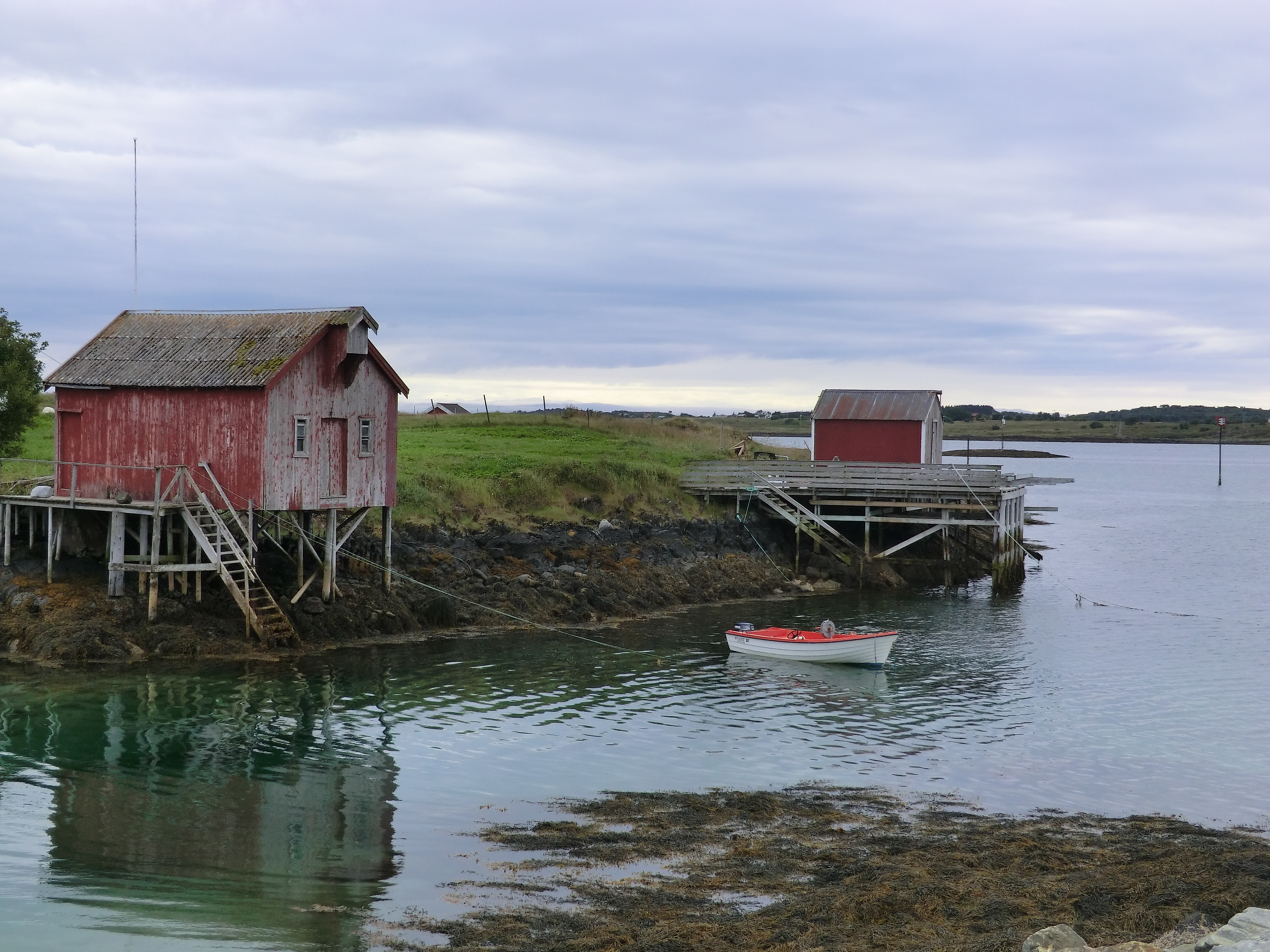
Tennvalen.
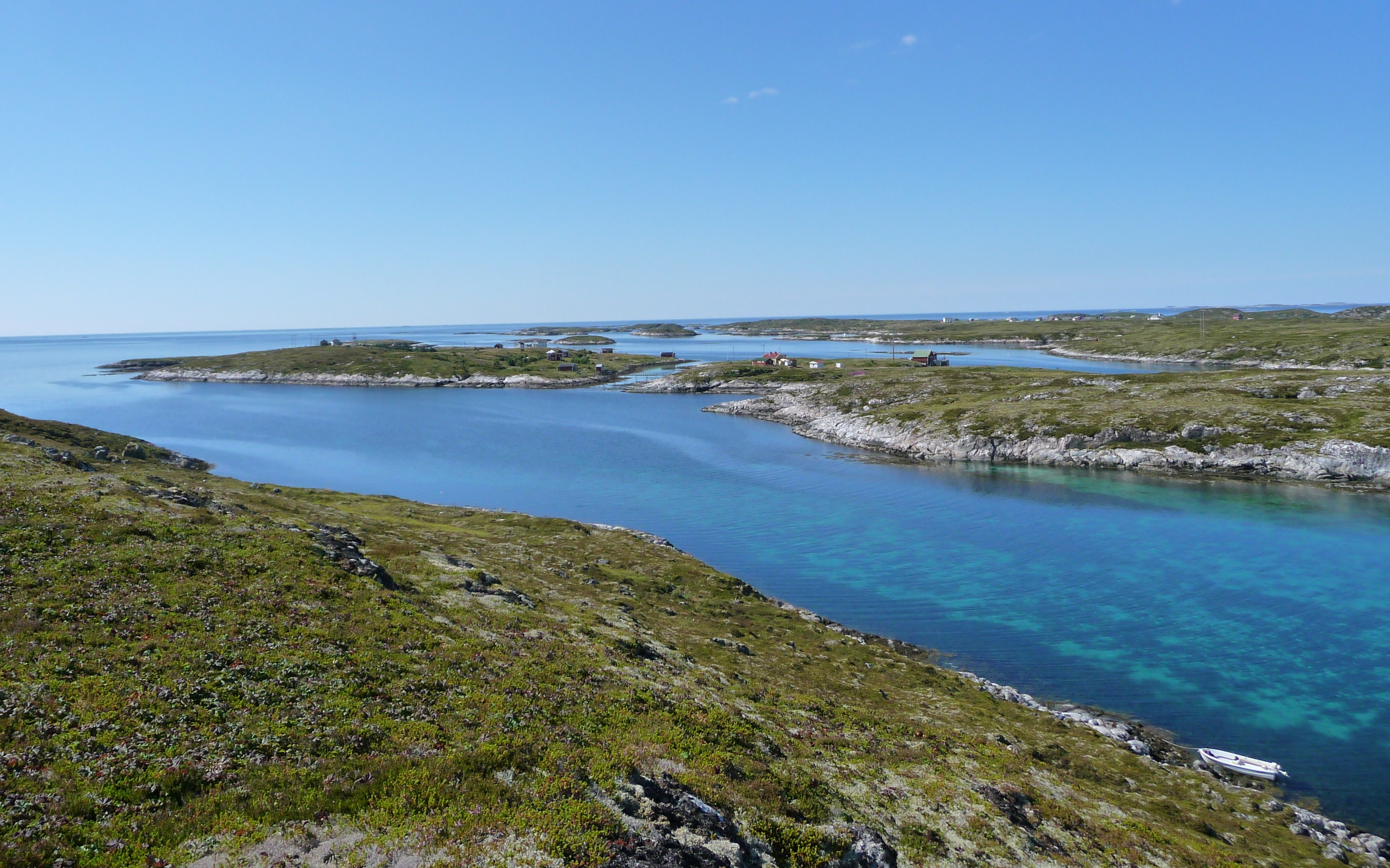
Vy mot Gåsvær.
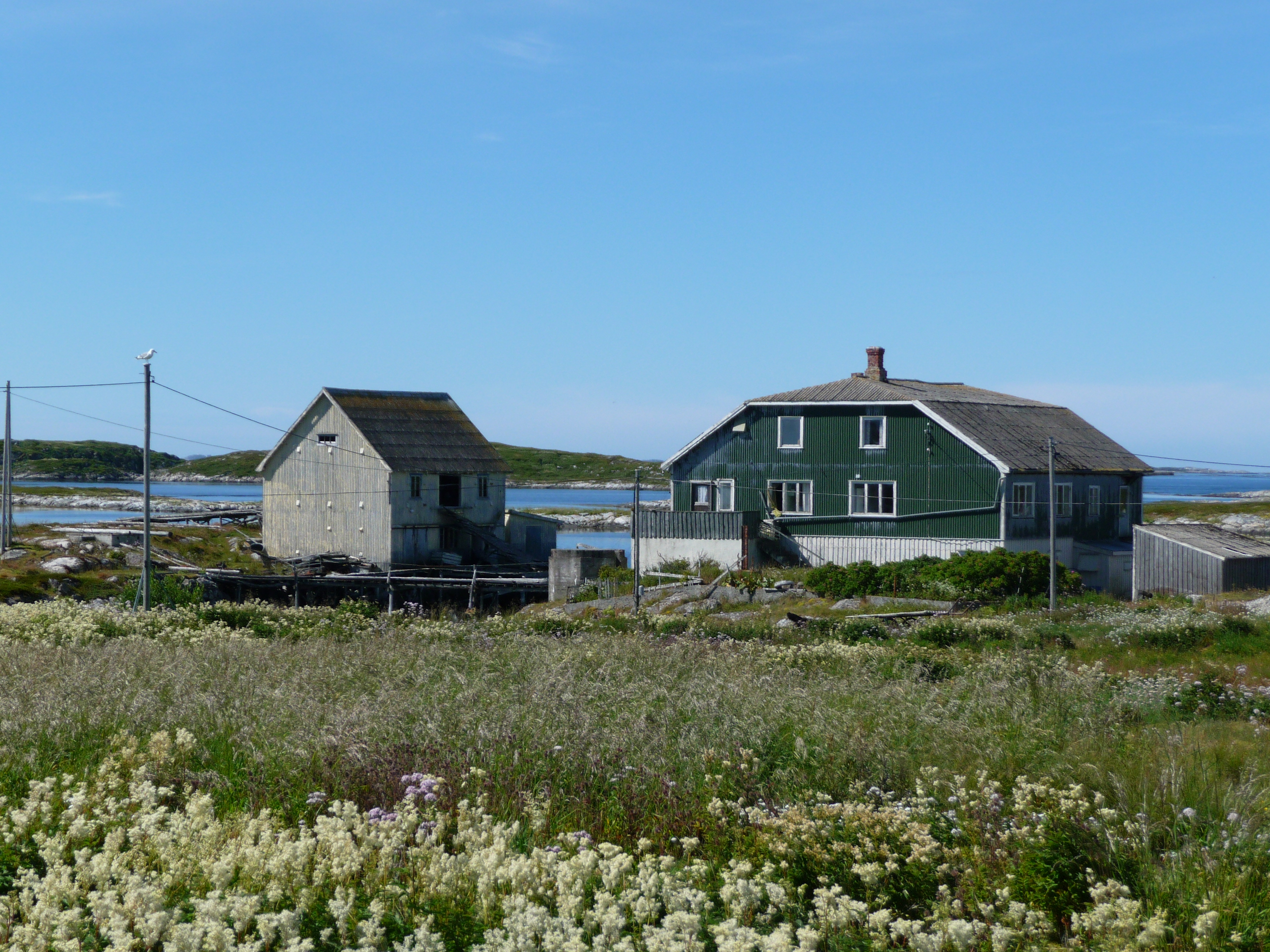
Bebyggelse på Gåsvær.